# 1988年夏季奥林匹克运动会中国现代五项队
1988年汉城奥运会，中国首次派遣运动员参加奥运会现代五项比赛。张斌是亮相于奥运会的中国现代五项选手的第一人，他以总分4081分完成比赛，位列所有选手中的第58名。